# Arte fetichista

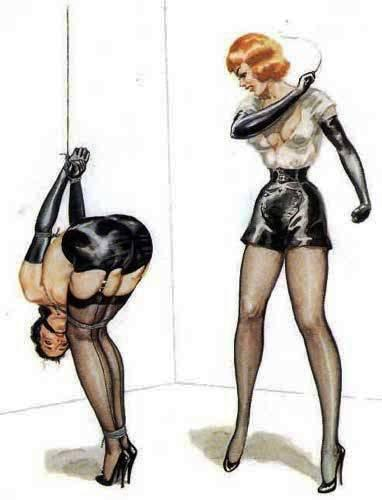
Ilustración de John Willie que muestra una escena de sadomasoquismo entre dos mujeres

El arte fetichista es aquel que representa a personas en situaciones fetichistas como el sadomasoquismo, la dominación/sumisión, el bondage, el travestismo y otras similares, a veces combinadas. Puede simplemente representar a una persona vestida con ropa fetichista, por ejemplo ropa interior, medias, tacones altos, corsés o botas. Una temática fetichista habitual es la de una mujer vestida de dominatrix.

## Historia
Muchos de los artistas fetichistas "clásicos" de las décadas de 1940, 1950 y 1960, como Eric Stanton y Gene Bilbrew, comenzaron sus carreras en la empresa Movie Star News de Irving Klaw (más tarde Nutrix), creando dibujos para episódicos relatos ilustrados de bondage.
En 1946, el artista fetichista John Coutts (alias John Willie) fundó la revista Bizarre. Bizarre se publicó por primera vez en Canadá, luego se imprimió en Estados Unidos y sirvió de inspiración para una serie de nuevas revistas fetichistas como Bizarre Life. En 1957, el ingeniero inglés John Sutcliffe fundó la revista Atomage, que presentaba imágenes de la ropa de látex que él había confeccionado. El trabajo de Sutcliffe inspiraría el personaje de Dianna Rigg y su catsuit de cuero en Los vengadores, un programa de televisión que "abrió las puertas a las imágenes fetichistas".
En las décadas de 1970 y 1980, artistas fetichistas como Robert Bishop publicaron numerosos artículos en revistas de bondage. En años más recientes, los premios anuales SIGNY se han concedido a los artistas bondage votados como los mejores de ese año.
Muchos artistas que trabajan en la industria del cómic han incluido imágenes fetichistas en sus obras, normalmente como táctica de choque o para denotar villanía o corrupción. También puede influir el hecho de que las representaciones de mujeres hermosas con atuendos fetichistas ajustados aumenten las ventas de cómics a un público mayoritariamente adolescente. En la década de 1950 empezaron a aparecer en Estados Unidos cómics de temática bondage o fetichista. Por la misma época, los artistas fetichistas influyeron en las viñetas de George Petty, Alberto Vargas y otros, que aparecieron en revistas como Playboy y Esquire. Un ejemplo de la imaginería fetichista en los cómics es Gatúbela, que lleva un catsuit y blande un látigo, y ha sido calificada de "icono del arte fetichista".
Muchos artistas del sadomasoquismo, el cuero y el fetichismo han producido imágenes que representan el fetichismo de la orina ("lluvia dorada"), entre ellos Domino, Touko Laaksonen ("Tom of Finland"), Matt y Bill Schmeling ("The Hun").
Artistas mainstream como Allen Jones han incluido fuertes elementos fetichistas en sus obras. Un artista cuyo erotismo trasciende a los coleccionistas mainstream es Hajime Sorayama, con sus obras de estilo shunga y shibari. Los libros de Taschen incluyen al artista Hajime Sorayama, a quien sus coetáneos llaman un cruce entre Norman Rockwell y Salvador Dalí, o un imaginativo Vargas moderno. Las diversas obras ilustrativas robóticas de Sorayama forman parte de las colecciones permanentes del Museo de Arte Moderno de Nueva York (MoMA) y el Instituto Smithsoniano, así como las artes fetichistas de la colección privada Museo de Arte Erótico Mundial.
Las obras de artistas fetichistas contemporáneos como Roberto Baldazzini y Michael Manning son publicadas por empresas como NBM Publishing y Taschen.